# Otto Vilmi
Otto Vilmi, född 6 juli 1881 i Uleåborg, avrättad 14 januari 1938 utanför Petrozavodsk, var en finländsk-sovjetisk kommunistisk politiker och tidningsman.
Vilmi läste som ung kurser hos Finlands socialdemokratiska parti och sedan i Helsingfors och Kotka. Han var sedan journalist på vänstertidningar som Työmies i Helsingfors och Eteenpäin i Kotka. Under ryska revolutionen spred han revolutionära skrifter i Finland och hjälpte flyktingar till Sverige. Han deltog i Sveaborgsrevolten 1906 och var under finska inbördeskriget redaktör för Eteenpäin i Kotka. Vid krigsslutet flydde han till Sankt Petersburg, där han både blev medlem i Rysslands kommunistiska parti och deltog i bildandet av Finlands kommunistiska parti (FKP). Åren 1919–1925 var han verksam på hemligt uppdrag för Komintern i Finland, Sverige och Norge. 1927 skickades han till Sovjetkarelen för att på FKP:s uppdrag bilda finska stödgrupper för partiet. I Petrozavodsk var Vilmi redaktör för tidningen Punainen Karjala. I Karelen innehade också Vilmi posten som chef för tryckeriet Kirja och chef för radiokommittén.
Under stora utrensningen misstänkliggjordes de finländska kommunisterna. 1934 uteslöts Vilmi plötsligt från ryska kommunistpartiets karelska lokalkommitté och de finska stödgrupperna avvecklades 1935. Ledarna för den karelska regeringen, Edvard Gylling och Kustaa Rovio, hade vid det laget beskyllts för nationalism och frånskilts sina poster. 1935 arresterades Vilmi och dömdes till sju års fångenskap för påstådd finsk nationalism i samband med stödgrupperna. Vilmi vägrade erkänna sig skyldig och skrev ett brev om sin situation till Otto Ville Kuusinen i Komintern och sedan Gylling fått brevet i sin hand av Arvo Tuominen, uppsökte han Molotov. Molotov förnekade att han eller Stalin 1931 givit tillstånd till några stödgrupper under FKP. Därmed var både Vilmis och Gyllings politiska liv till ända. Fortfarande inspärrade beskylldes Vilmi 1938 för samarbete med Rovio och Gylling i deras påstådda fascistiska och kontrarevolutionära verksamhet.
Vilmi dömdes till döden 4 januari 1938 enligt strafflag 58/10 om kontrarevolutionär verksamhet och arkebuserades utanför Petrozavodsk.